# Мускат, Мэнни
Эммануэль «Мэнни» Мускат (англ. Emmanuel «Manny» Muscat, 7 декабря 1984 года, Мельбурн) — мальтийский футболист австралийского происхождения. Выступал на позициях правого защитника и опорного полузащитника.

## Карьера

### Клубы
Вырос в пригороде Мельбурна — городе Вест Саншайн. Профессиональную карьеру начал в местной команде «Саншайн Джордж Кросс» в 2003 году. В 2007 году перешёл в другой мельбурнский клуб «Грин Галли».
В августе 2008 года перешёл в «Веллингтон Феникс», первоначально на краткосрочный контракт как замена травмированному Винсу Лиа. Позднее подписал с клубом постоянный контракт.
В дебютном сезоне провёл за клуб 26 матчей в чемпионате. В октябре 2009 года продлил контракт с клубом на три года.
20 января 2012 года забил первый мяч за Веллингтон — в ворота «Ньюкасл Джетс». 23 января продлил контракт с клубом, отклонив приглашения от «Мельбурн Виктори» и «Мельбурн Харт».
3 марта 2016 года объявил о переходе в «Мельбурн Сити», подписав с клубом двухлетний контракт.

### Сборная
11 мая 2009 года был вызван в сборную Мальты на товарищескую игру с Чехией и матч отборочного турнира чемпионата мира 2010 года против Швеции. В игре с Чехией дебютировал в основном составе команды.

## Достижения
«Мельбурн Сити»
- Обладатель Кубка Австралии: 2016